# ARC International
Pour l'entreprise française basée à Arques, voir Arc International.
ARC International est une entreprise britannique spécialisée dans le développement de microprocesseurs personnalisables active de 1988 à 2009.

## Histoire
Au début des années 1990, Argonaut Software développe le jeu vidéo Star Wing sur Super Nintendo pour le compte de Nintendo. Jez San, président d'Argonaut, engage des spécialistes pour créer un accélérateur 3D pour la console. Ils développent un microprocesseur, nom de code MARIO Chip, pour « Mathematical, Argonaut, Rotation & Input/Output ». Nintendo la rebaptisera Super FX. Dans les années qui suivent, la puce s’écoule à plus de dix millions d’exemplaires, dépassant les ventes des processeurs MIPS et ARM. Le Super FX est alors le microprocesseur RISC le plus vendu au monde.
Argonaut crée en 1994 une division nommée Argonaut Technologies, focalisée sur le développement de matériel graphique 3D. Celle-ci annonce en 1994 le développement d’un nouveau processeur RISC 32 bits, baptisé ARC pour Argonaut RISC Core. Sorti en 1996, il s’agit du tout premier microprocesseur personnalisable, destiné à être intégré à des ASIC,,.
La société est scindée en 1998, et entre à la Bourse de Londres en septembre 2001.
Le titre a été retiré de la bourse de Londres, dernière cotation le 13 octobre 2009. 